# Највиши људи
Ово је списак највиших људи у повести.

## Мушкарци
Није жив
      Жив је
      Висина није потврђена
| Место | Име                     | Рођење             | Смрт                | Висина     | Држава           |
| ----- | ----------------------- | ------------------ | ------------------- | ---------- | ---------------- |
| 1     | Роберт Водлоу           | 22. фебруар 1918.  | 15. јул 1940        | 2,72 метра | Сједињене Државе |
| 2     | Џон Роган               | 1865.              | 12. септембар 1905. | 2,68 метра | Сједињене Државе |
| 3     | Џон Ф. Керол            | 1932.              | 1969.               | 2,63 метра | Сједињене Државе |
| 4     | Леонид Стадник          | 5. август 1970.    | 24. август 2014.    | 2,57 метра | Украјина         |
| 5     | Ваино Милирин           | 27. фебруар 1909.  | 13. април 1963.     | 2,51 метра | Финска           |
| 6     | Едуар Беаупре           | 9. јануар 1881.    | 3. јул 1904.        | 2,51 метра | Канада           |
| 7     | Султан Косен            | 10. децембар 1982. | Жив је              | 2,51 метра | Турска           |
| 8     | Викас Упал              | 1986.              | 30. јуна 2007.      | 2,49 метра | Индија           |
| 9     | Дон Келер               | 1. септембар 1925. | 26. фебруара 1981.  | 2,49 метра | Сједињене Државе |
| 10    | Бернар Којн             | 27. јула 1897.     | 20. маја 1921.      | 2,49 метра | Сједињене Државе |
| 11.   | Патрик Котер Бријен     | 19. јануарa 1760.  | 8. септембар 1806.  | 2.46 метра | Ирска            |
| 12.   | Брахим Такиоулах        | 26. јануар 1982.   | Жив је              | 2.46 метра | Турска           |
| 13.   | Мортеза Мехаржад        | 1987.              | Жив је              | 2.46 метра | Иран             |
| 14.   | Јулиус Коч              | 1872.              | 30. марта 1902.     | 2.46 метра | Немачка          |
| 15.   | Габријел Естевао Моњане | 1944.              | 1990.               | 2.46 метра | Мозамбик         |
| 16.   | Сулејман Али Нашнуш     | 1943.              | 25. фебруара 1991.  | 2.45 метра | Либија           |
| 17.   | Жан-Жозеф Брис          | 1835.              | ?                   | 2.45 метра | Француска        |
| 18.   | Антон де Франчкенпоинт  | ?                  | ?                   | 2.44 метра | Немачка          |
| 18.   | Жанг Јунчаи             | 1966.              | Жив је              | 2.42 метра | Кина             |
| 19.   | Супарвоно               | 1985.              | 2012.               | 2.42 метра | Индонезија       |
| 20.   | Фелипе Бириел           | 16. августа 1916.  | 15. марта 1994.     | 2.41 метра | Порто Рико       |

## Непотврђена висина
| Име               | Рођење        | Смрт            | Висина      | Држава               |
| ----------------- | ------------- | --------------- | ----------- | -------------------- |
| Див из Кастелнауа | ?             | ?               | 3,5 метра   | Француска            |
| Џон Мидлтон       | 1578.         | 1623.           | 2.83 метара | Уједињено Краљевство |
| Џон Асен          | 5. март 1890. | 1. август 1938. | 2.74 метара | Сједињене Државе     |
| Саид Мухамед Гази | 1909.         | новембар 1941.  | 2.69 метара | Египат               |